# ساكن هزم (لودر)

تعديل مصدري - تعديل

ساكن هزم هي إحدى قرى عزلة زارة بمديرية لودر التابعة لمحافظة أبين، بلغ تعداد سكانها 991 نسمة حسب تعداد اليمن لعام 2004.